# Studio Ponoc
Studio Ponoc (株式会社スタジオポノック, Kabushiki-gaisha Sutajio Ponokku) é um estúdio de animação japonês com sede em Musashino, Tóquio. A empresa foi fundada por Yoshiaki Nishimura, antigo produtor de filmes do Studio Ghibli, em abril de 2015. O primeiro longa-metragem da companhia, Meari to Majo no Hana, foi lançado em 8 de julho de 2017 em todo o Japão.

## História
Yoshiaki Nishimura fundou o Studio Ponoc em 15 de abril de 2015 e obteve o apoio de vários animadores que trabalhavam no Studio Ghibli, incluindo o diretor Hiromasa Yonebayashi. O nome do estúdio vem da palavra em língua croata "ponoć", que significa "o início de um novo dia".
O estúdio trabalhou num anúncio para a JR West para a sua campanha de Verão de 2015. Meari to Majo no Hana, o primeiro longa-metragem do estúdio, ficou entre os filmes de maior bilheteria do ano no Japão, e antigos funcionários do Studio Ghibli juntaram-se ao estúdio para trabalhar no filme. O Studio Ponoc também produziu um curta-metragem para os Jogos Olímpicos de Verão de 2020.

## Filmografia
| N° | Título                                                                                | Lançamento           | Direção                                                    | Roteirista                                                 | Música                                                  |
| -- | ------------------------------------------------------------------------------------- | -------------------- | ---------------------------------------------------------- | ---------------------------------------------------------- | ------------------------------------------------------- |
| 1  | Meari to Majo no Hana (メアリと魔女の花)                                              | 8 de julho de 2017   | Hiromasa Yonebayashi                                       | Riko Sakaguchi e Hiromasa Yonebayashi                      | Takatsugu Muramatsu                                     |
| 2  | Chīsana Eiyū: Kani to Tamago to Tōmei Ningen (ちいさな英雄－カニとタマゴと透明人間－) | 24 de agosto de 2018 | Hiromasa Yonebayashi, Yoshiyuki Momose e Akihiko Yamashita | Hiromasa Yonebayashi, Yoshiyuki Momose e Akihiko Yamashita | Takatsugu Muramatsu, Masanori Shimada e Yasutaka Nakata |